# Formula Renault 3.5 Series 2005
Formula Renault 3.5 Series 2005 kördes över 17 race och vanns av polacken Robert Kubica.

## Kalender
| Datum        | Bana           | Segrare Race 1      | Segrare Race 2    |
| ------------ | -------------- | ------------------- | ----------------- |
| 1 maj        | Zolder         | Enrico Toccacelo    | Robert Kubica     |
| 22 maj       | Monaco         | Christian Montanari | kördes ej         |
| 4 juni       | Valencia       | Félix Porteiro      | Tristan Gommendy  |
| 10 juli      | Le Mans        | Markus Winkelhock   | Will Power        |
| 17 juli      | Bilbao         | Robert Kubica       | Will Power        |
| 7 augusti    | Oschersleben   | Robert Kubica       | Robert Kubica     |
| 11 september | Donington Park | Adrián Vallés       | Markus Winkelhock |
| 2 oktober    | Estoril        | Andreas Zuber       | Félix Porteiro    |
| 23 oktober   | Monza          | Adrián Vallés       | Markus Winkelhock |

## Slutställning
| P | Förare            | Poäng |
| - | ----------------- | ----- |
| 1 | Robert Kubica     | 154   |
| 2 | Adrián Valles     | 116   |
| 3 | Markus Winkelhock | 114   |
| 4 | Tristan Gommendy  | 96    |
| 5 | Felix Porteiro    | 77    |
| 6 | Andreas Zuber     | 73    |